# 康纳·豪
康纳·豪（英語：Connor Howe，2000年6月10日—），加拿大男子速度滑冰运动员，2021年世界速度滑冰锦标赛男子团体追逐赛银牌得主、2023年世界速度滑冰锦标赛男子团体追逐赛银牌得主、2024年世界单程距离速度滑冰锦标赛男子团体追逐赛铜牌得主。